# Ectogonia albomaculalis
Ectogonia albomaculalis är en fjärilsart som beskrevs av Bremer 1864. Ectogonia albomaculalis ingår i släktet Ectogonia och familjen nattflyn. Inga underarter finns listade i Catalogue of Life.